# Maaiarm

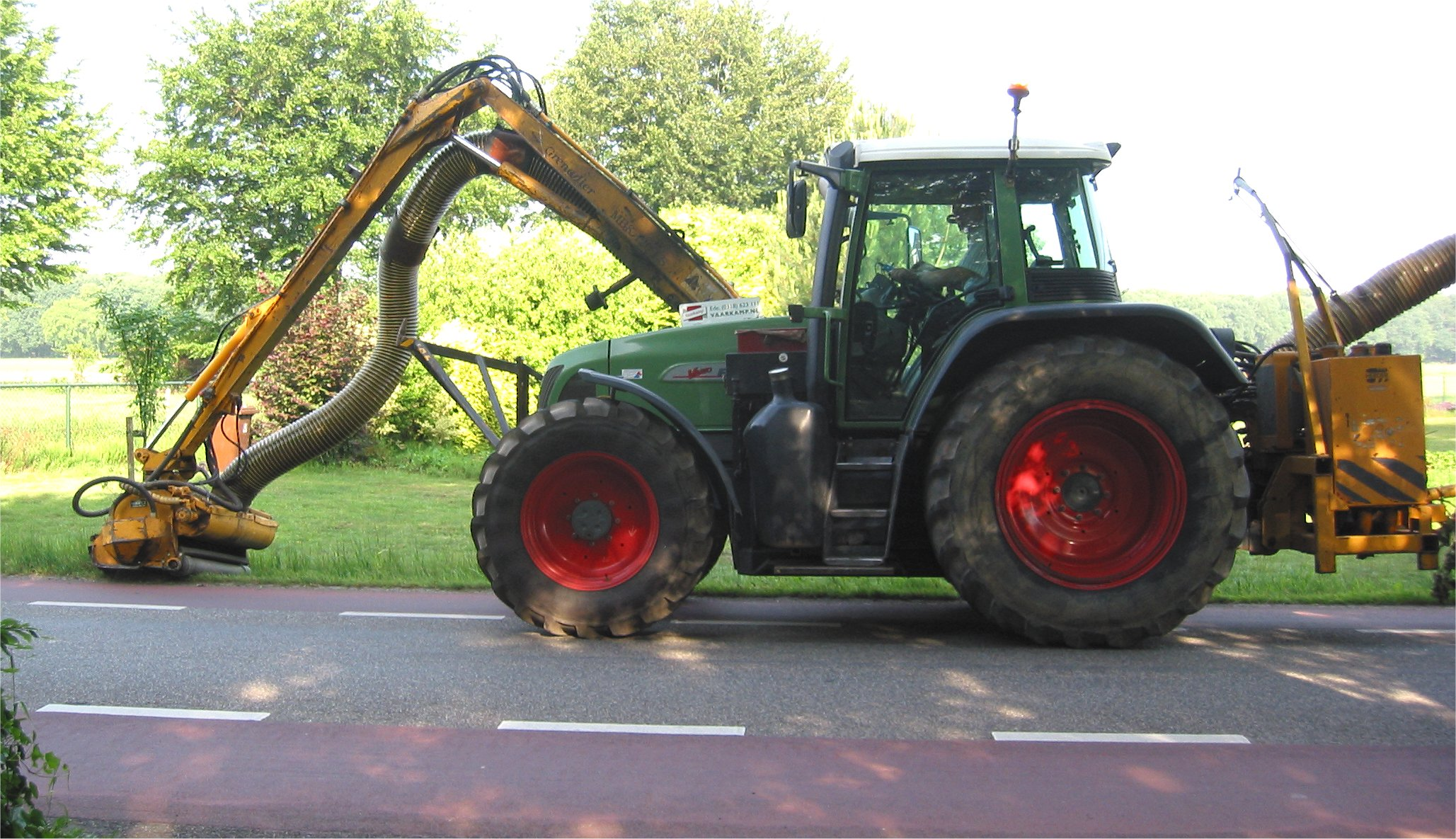
Een tractor met een maaiarm eraan voor het maaien van een berm

Een maaiarm is een uitklapbaar mechanisme dat kan worden bevestigd aan de rechterkant van een tractor om hiermee begroeiing op onregelmatig en oneffen terrein te kunnen maaien, zoals wegbermen, slootranden en hagen. 
In de hef worden de oliepompen en olietank gehangen en aangesloten op de aftakas en hydrauliek van de tractor. Ook wordt er een leiding naar binnen gedaan voor de besturing van de maaiarm.
Er zijn verschillende werktuigen om aan de maaiarm te hangen, zodat deze bijna het hele jaar inzetbaar is. 
In Nederland zijn er drie bedrijven die maaiarmen produceren namelijk Herder, Hemos en Bos.
Omdat er steeds meer wordt gelet op de verkeersveiligheid moeten de fabrikanten daar rekening mee houden. Bijvoorbeeld dat een maaiarm in ruststand niet hoger mag zijn dan vier meter.